# کوکونوبا
کوکونوبا (انگلیسی: Cucunubá) یک منطقه مسکونی در کشور کلمبیا است.